# Біленська-Кольонія
Біленська-Кольонія (пол. Bileńska Kolonia) — село в Польщі, у гміні Любень-Куявський Влоцлавського повіту Куявсько-Поморського воєводства.
У 1975-1998 роках село належало до Влоцлавського воєводства.